# CRフィーバーしむけん
CRフィーバーしむけんは、三共から発売されたパチンコ台。

## 概要
2000年2月に導入された確率変動デジパチ。
志村けんとのタイアップにより製作された。リーチでは「ひとみ婆さん」や「変なおじさん」や「バカ殿」といった志村けんが扮するキャラクターが登場する。大当たり後の再抽選は「だっふんだ」であった。
かつてのパチンコは羽根モノや権利モノであり初心者では近づきがたかったものの、1998年頃よりタイアップ機が登場し始めライトユーザーにとっては魅力的であった。CRフィーバーしむけんはこの時代に登場したタイアップ機の一つであった。